# 상한 (전한)
상한(常邯, ? ~ 기원전 26년)은 전한 말기의 제후로, 태원군 사람이다. 우장군 상혜의 손자이다.

## 생애
건시 3년(기원전 30년), 아버지 상성의 뒤를 이어 장라후(長羅侯)에 봉해졌다.
장라애후 5년(기원전 26년)에 죽으니 시호를 애(愛)라 하였고, 아들 상흡이 작위를 이었다.

## 출전
- 반고, 《한서》 권17 경무소선원성공신표

| 선대 아버지 장라장후 상성 | 전한의 장라후 기원전 30년 ~ 기원전 26년 | 후대 아들 상흡 |